# خیل‌میلی
خیل‌میلی (به ترکی آذربایجانی: Xilmilli) یک منطقهٔ مسکونی در جمهوری آذربایجان است که در شهرستان قبوستان واقع شده‌است. خیل‌میلی ۱٬۷۴۳ نفر جمعیت دارد.